# Og skibet sejler
Og skibet sejler (italiensk: E la nave va) er en fransk-italiensk film fra 1983 instrueret af Federico Fellini, med Freddie Jones, Barbara Jefford og Victor Poletti i hovedrollerne. Handlingen foregår i juli 1914, og følger et antal forviklinger på en luksusliner, hvor en gruppe teater- og operafolk mødes for at sprede en berømt operasangerindes aske i havet.

## Roller
- Freddie Jones som Orlando
- Barbara Jefford som Ildebranda Cuffari
- Victor Poletti som Aureliano Fuciletto
- Peter Cellier som Sir Reginald Dongby
- Elisa Mainardi som Teresa Valegnani
- Norma West som Lady Violet Dongby
- Paolo Paolini som Maestro Albertini
- Sarah-Jane Varley som Dorotea
- Fiorenzo Serra som storhertugen
- Pina Bausch som prinsessen
- Pasquale Zito som greve Bassano
- Janet Suzman som Edmea Tetua
- Linda Polan som Ines Ione
- Philip Locke som premierministeren
- Jonathan Cecil som Ricotin
- Maurice Barrier som Ziloev
- Fred Williams som Abatino Lepori